# 小林サラ
小林 サラ（こばやし サラ、2001年2月24日 - ）は、日本のモデルである。本名はサラ・タームス・コバヤシ。アメリカ合衆国カリフォルニア州バークレー出身でハワイ育ち。

## 略歴
2015年、エイジアクロスが初めて開催した大規模なモデルオーディション「#THE NEXT　ASIACROSS MODEL AUDITION 2015」でEDWIN賞を受賞し、モデルデビューを果たした。
2016年10月、パリで開催された「アルマーニ」の新作コレクションに出席して、同月17日にはテレビ番組ノンストップ!で初インタビューの様子が放送された。
2017年1月20日に発売されたyoga JOURNAL日本版で表紙を飾った。
2018年2月にはエル・ガールランニングキュレーターに就任した。

## 人物
父がフランチ系メキシコ人、母が日本人。目標はアドリアナ・リマなどの海外のスーパーモデル。
特技は大自然の冒険、水泳、エクササイズ。特技は料理、整理整頓。

## 出演

### 雑誌
- セブン＆アイ出版「yoga JOURNAL」
- 扶桑社「Numero」
- ハースト婦人画報社「25ans」
- ぶんか社「Gina」
- カエルム「NYLON」
- フリー「FREE MAGAZINE」
- ネコパブリッシング「HONEY MAGAZINE」
- 集英社「SPUR」

### 広告
- EDWIN「2016年S/S レディース」店頭・WEB広告
- 日本コカ・コーラ
- 株式会社イミュ「dejavu」
- ワコール「SUHADA」[10]

### CM
- ワコール「what is YOUR beauty ?」[11]（2017年）

### ファッションショー
- GirlsAward2016S/S[12]（2016年）
- 東京ガールズコレクション2017S/S[13]（2017年）
- 東京ガールズコレクション2017A/W[14]（2017年）
- 神戸コレクション2018S/S[15]（2018年）
- 東京ガールズコレクション2018S/S[16]（2018年）
- GirlsAward2018S/S[17]（2018年）